# Skawina
Skawina is een stad in het Poolse woiwodschap Klein-Polen, gelegen in de powiat Krakowski. De oppervlakte bedraagt 20,48 km², het inwonertal 27.721 (2008).

## Verkeer en vervoer
- Station Skawina Zachodnia